# Culture Club
Culture Club — британський гурт нової хвилі, що утворився в 1981 році в Лондоні, Англія, який виконував мелодійний поп з елементами соулу. Відомі також завдяки яскравому іміджу свого фронтмена, Боя Джорджа.
Деякий час Culture Club вважалися частиною лондонського руху нових романтиків, потім сингл «Do You Really Want to Hurt Me», який очолив хіт-парад Великої Британії (і ще десяти країн світу), приніс їм міжнародну популярність. Рік потому сингл «Karma Chameleon» очолив основні хіт-паради світу. Згодом Culture Club ставали лауреатами Греммі, 7 разів їхні сингли входили в британський Top 10 і 6 разів — у американський, продали в усьому світі понад 35 мільйонів платівок. Після розпаду групи Бой Джордж почав успішну сольну кар'єру, яка була серйозно затьмарена проблемами, пов'язаними з наркотичною залежністю та труднощами реабілітації.

## Дискографія

### Студійні альбоми
- Kissing to Be Clever (1982, #5 UK, #14 US)[3]
- Colour by Numbers (1983, #1 UK, #26 US)
- Waking Up with the House on Fire (1984, #2 UK, #2 US)
- From Luxury to Heartache (1986, #10 UK, # 32 US)
- Don't Mind If I Do (1999, #64 UK)
- Life (2018)

### Збірки
- 1987 This Time — The First Four Years
- 1993 At Worst… The Best of Boy George and Culture Club
- 1998 Greatest Moments — VH1 Storytellers Live
- 2002 Culture Club Box Set
- 2005 Greatest Hits
- 2005 Culture Club 2005 — Singles and Remixes

### Сингли

#### 1982
- «White Boy»
- «I'm Afraid of Me»
- «Mystery Boy» (тільки в Японії)
- "Do You Really Want to Hurt Me (#1 UK, #2 US)
- «Time (Clock of the Heart)» (#3 UK, #2 US)

#### 1983
- «I'll Tumble 4 Ya» (U. S./Canada)
- «Church of the Poison Mind» (#2 UK, #10 US)
- «Karma Chameleon» (#1 UK, #1 US)
- «Victims» (#3 US)

#### 1984
- «Miss Me Blind»
- «It's a Miracle» (#3 UK, #13 US)
- «The War Song» (#2 UK, #17)
- «The Medal Song» (# 32)
- «Mistake No. 3»
- «Don't Go Down That Street»
- «Love is Love»

#### 1985—1986
- «Love Is Love» (1985)
- «Move Away» (#7 UK, #12 US, 1986)
- «God Thank You Woman» (1986)
- «Gusto Blusto» (1986)

#### 1998—2002
- «I Just Wanna Be Loved» (#4 UK, 1998)
- «Your Kisses Are Charity» (1999)
- «Cold Shoulder»/«Starman» (2002)